# Condado de Clay (Tennessee)
El condado de Clay (en inglés: Clay County, Tennessee), fundado en 1870, es uno de los 95 condados del estado estadounidense de Tennessee. En el año 2000 tenía una población de 7.976 habitantes con una densidad poblacional de 13 personas por km². La sede del condado es Celina.

## Geografía
Según la Oficina del Censo, el condado tiene un área total de 671 km² (259,1 mi²), de la cual 612 km² (236,3 mi²) es tierra y 60 km² (23,2 mi²) es agua.

### Condados adyacentes
- Condado de Monroe norte
- Condado de Cumberland noreste
- Condado de Pickett este
- Condado de Overton sureste
- Condado de Jackson sur
- Condado de Macon oeste

## Demografía
En el 2000 la renta per cápita promedia del condado era de $23,958, y el ingreso promedio para una familia era de $29,784. El ingreso per cápita para el condado era de $13,320. En 2000 los hombres tenían un ingreso per cápita de $23,513 contra $16,219 para las mujeres. Alrededor del 19.10% de la población estaba bajo el umbral de pobreza nacional.